# Derasmosaurus pietraroiae
Il derasmosauro (Derasmosaurus pietraroiae) è un rettile estinto, appartenente ai rincocefali. Visse nel Cretaceo inferiore (circa 110 milioni di anni fa) e i suoi resti sono stati ritrovati in Italia, nel ben noto giacimento di Pietraroja. 

## Descrizione
Lungo circa una ventina di centimetri, questo animale doveva assomigliare vagamente a una tozza lucertola. Il cranio era di forma pentagonale e dotato di grosse orbite, che dovevano ospitare grandi occhi. Le vertebre erano dotate di articolazioni notevolmente sviluppate e, nella zona del dorso, erano di forma allungata. Il bacino era robusto e presentava un'ampia cavità per ospitare un femore robusto. In generale, l'aspetto di questo animale era compatto e forte; tranne che per le dimensioni notevolmente minori, il derasmosauro assomigliava all'odierno tuatara della Nuova Zelanda, l'unico rincocefalo tuttora vivente. 

## Classificazione
Descritto per la prima volta nel 1864 da Costa, questo animale è conosciuto per uno scheletro in ottimo stato di conservazione rinvenuto nel giacimento di Pietraroja. Attribuito inizialmente ai sauri con il nome di Lacerta brevicauda, è stato in seguito ritenuto un esemplare di Chometokadmon fitzingeri, all'epoca ritenuto un rettile rincocefalo (D'Erasmo 1914-15). Successivi studi effettuati quasi un secolo dopo hanno permesso di attribuire questo scheletro a un nuovo genere di rincocefali, Derasmosaurus. Il genere Chometokadmon, invece, è stato riconosciuto come un appartenente ai sauri.